# 바다오리

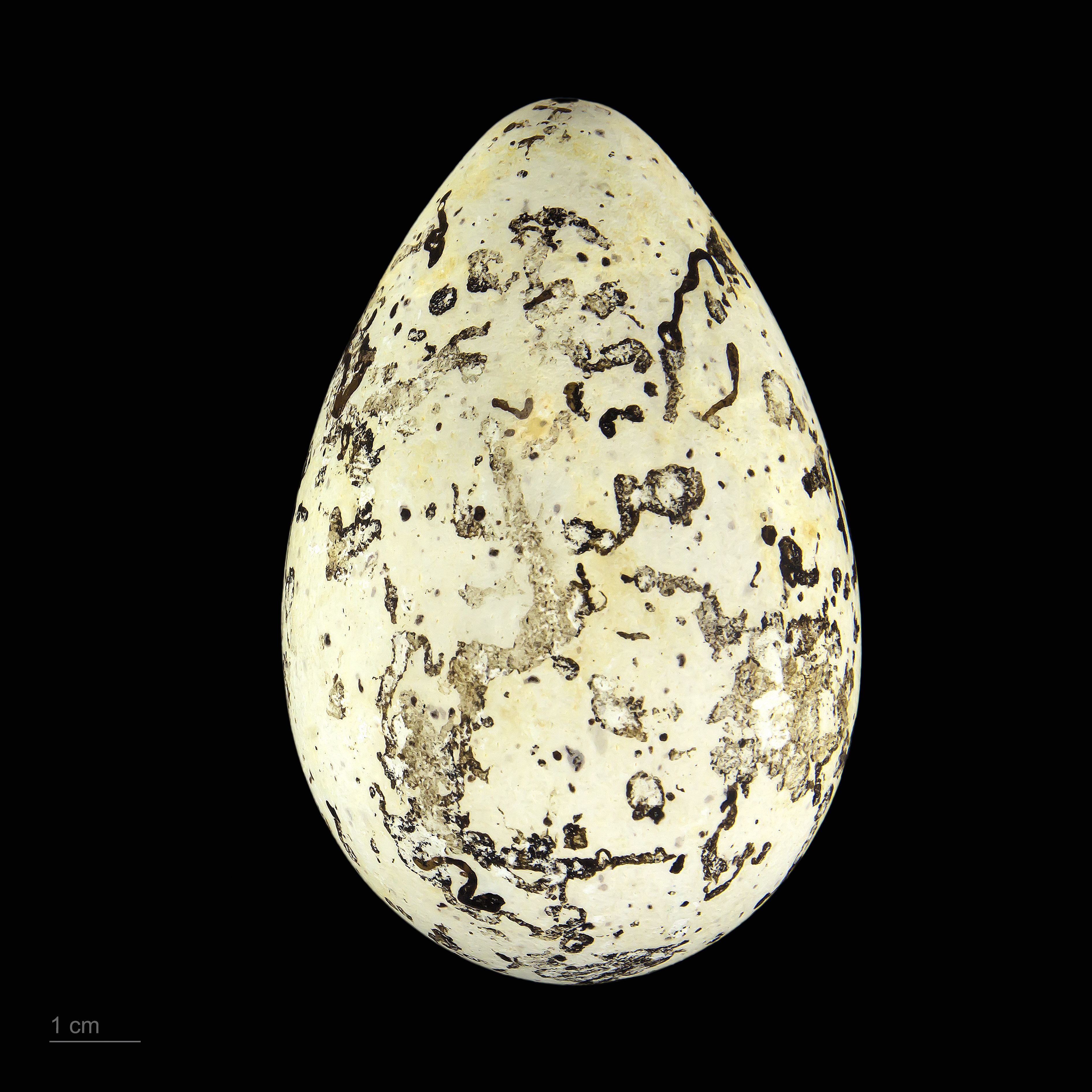
Uria aalge aalge

바다오리는 도요목 바다오리과에 속하는 새 가운데 하나이다. 여름깃은 이마, 머리, 뒷머리, 목, 몸통의 윗면은 모두 갈색이 도는 검은색이며, 둘째날개깃의 끝부위가 흰색으로 날개를 접었을 때는 흰색 줄로 보인다. 가슴과 배는 순백색으로 몸통 상하가 흰색과 검은색으로 대비된다. 겨울깃은 얼굴과 앞목 부위가 흰색으로 변한다. 눈 뒤로 검은색의 줄무늬가 특징이다. 부리는 검고 홍채는 진갈색이며 다리는 검다.
몸길이는 41cm 정도이며 날개가 짧다. 등은 흑갈색이고 가슴과 목은 흰색이다. 무리를 지어 해상에서 생활하며, 헤엄도 잘 치고 잠수도 잘 해 물고기를 잘 잡는다. 주요 먹이는 어류이고 기타 갑각류·두족류 및 화본과 식물 등도 먹는다.
섬·암초·연안의 암벽 위에 많은 수가 집단 번식하여, 500-5,000마리의 큰 무리를 이루기도 한다. 암벽의 선반 위나 암초 위에 직접 산란하고, 둥지는 틀지 않는다. 산란기는 5월-8월이며 한배의 산란수는 한 개이다. 알은 크고 한쪽 끝이 뾰족하다. 빛깔은 흰색·푸른색·녹색인데, 검은색·갈색 또는 연한 자주색 무늬가 있다. 우리나라 동해 연안과 일본 남부지방에서 월동한다.

## 소리
오로롱, 오로롱 또는 우루루룽, 우루루룽 하며 소리를 낸다.

## 분포
전북구, 아시아 동북부, 유럽 북부, 아메리카 북부, 알래스카, 알류산 열도, 캄차카 반도, 오호츠크 동북부, 사할린, 한반도 동해안의 북부 연안, 일본 등에 분포하고 있다.

## 먹이
어류, 갑각류, 연체동물, 화본과 식물 등을 먹는다.